# Östen Eriksson
Bror Östen Tommy Eriksson, född 1 mars 1958 i Enånger i Hälsingland, är en svensk musiker och underhållare.
Eriksson fick redan som sexåring uppträda i bygdegården i Enånger tillsammans med Jokkmokks-Jokke. Han gick tvåårig social linje på Bromangymnasiet i Hudiksvall 1974–76. Sin skivdebut gjorde han 1976 när han spelade i gruppen Hälsingband. Han arbetade på Iggesunds Bruk fram till 1980 då han bestämde sig för att satsa på en karriär som heltidsmusiker. Under fem år var han medlem i den framgångsrika gruppen Iggesundsgänget och fick bland annat framträda i TV-programmet Nygammalt med Bosse Larsson.
Sedan 1985 har han sjungit i gruppen Östen med resten. Han har varit programvärd för Sveriges Televisions caféprogram Östen direkt från Sundsvall  (1994–1995) och berättat roliga historier i Har du hört den förut? Eriksson gjorde sin bokdebut med romanen Änglamannen 1 augusti 2012.